# Otto Roissner
Otto Paul Roissner (Lansing, 22 dicembre 1881 – agosto 1951) è stato un ginnasta e multiplista statunitense.

## Carriera
Roissner partecipò ai Giochi olimpici di Saint Louis 1904 nelle gare di triathlon e ginnastica. Giunse dodicesimo nel concorso a squadre, centosettesimo nel concorso generale individuale, ottantanovesimo nel triathlon e centocinquesimo nel concorso a tre eventi.